# Krzysztof Opaliński
Krzysztof Opaliński (Sieraków, Polònia, 21 de gener de 1611 - Włoszakowice, 6 de desembre de 1655), fou un noble polonès, polític i escriptor, fill de Pere Opalinski (1586-1624) i de Sofia Kostka (1591-1639).

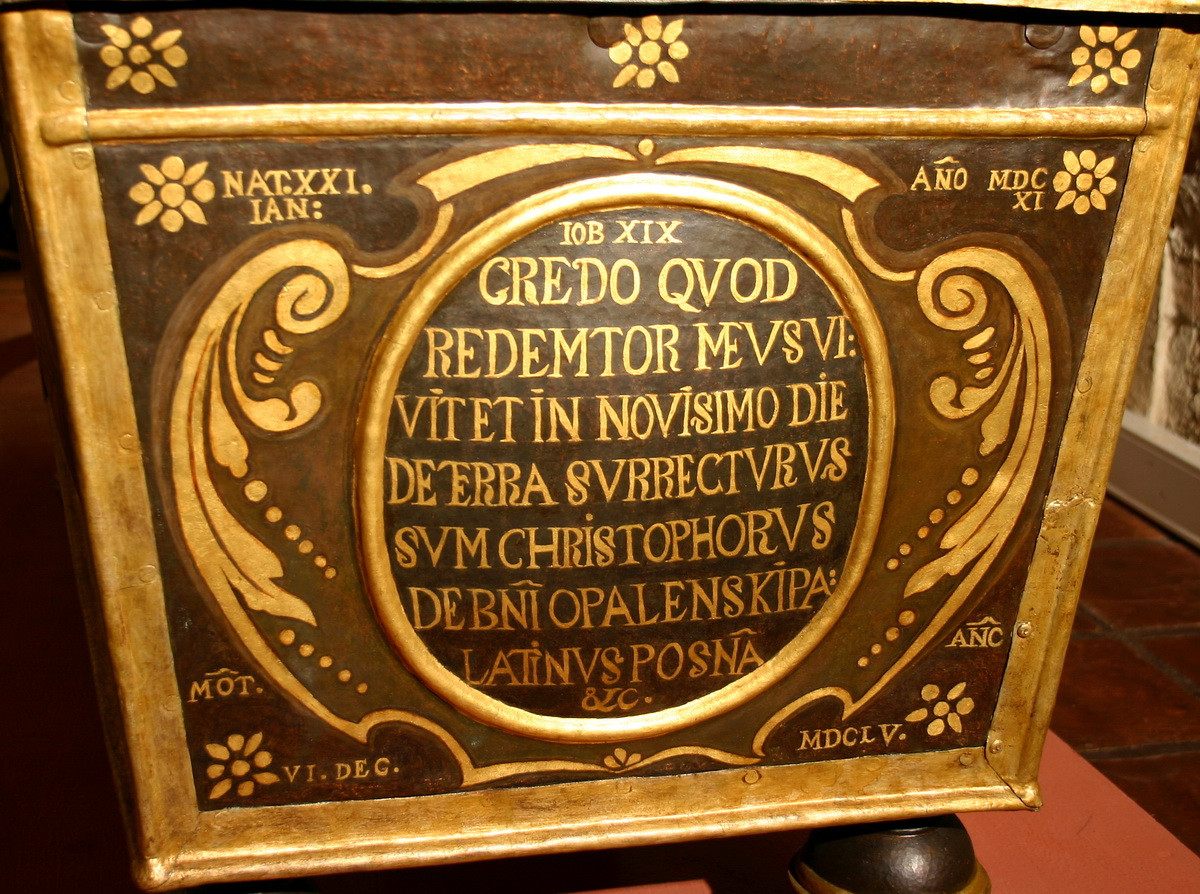
Sarcòfag de Cristòfol Opalinski

Amb el germà Łukasz Opaliński va estudiar a l'Acadèmia Lubrański a Poznań entre els anys 1620 i 1625, i més tard a Lovaina entre el 1626 i el 1629, a Orleans el 1629 i a Pàdua el 1630. Després de tornar a Polònia com a Starosta de Srem va iniciar la seva carrera política. Va participar en l'elecció de Ladislau de Vasa el 1632, essent elegit diputat el febrer d'aquest any. El 1637, després de la mort del seu pare, va esdevenir el voivoda de Poznań. Es va oposar a la majoria de les propostes militars de Ladislau IV, com la d'incrementar l'exèrcit per a la guerra contra els otomans, encara que va donar suport a la idea de les tarifes del mar. El 1645 va dirigir una missió diplomàtica a París, on va ser un valedor del rei Ladislau pel seu matrimoni amb Lluïsa Maria Gonzaga, a qui va acompanyar de nou a Polònia.
Quan el 1648 Polònia va escollir un nou rei, Joan Casimir Vasa, es va unir a l'oposició. El rei tenia pocs amics entre la classe política polonesa, ja que simpatitzava obertament amb Àustria i va demostrar un desconeixement i menyspreu per la cultura polonesa. Durant la invasió sueca, l'anomenat Diluvi, Cristòfol Opalinski així com el seu rival polític Boguslau Leszczynski encarregats de la defensa de la Gran Polònia, conjuntament amb molts altres nobles polonesos, descontents amb les polítiques del rei Joan Casimir, van decidir rendir-se a Carles Gustau de Suècia el 25 de juliol de 1655. Amb tot, el seu germà Łukasz Opaliński es va mantenir lleial al rei de Polònia.
El 1647 va comprar el domini de Sieraków al seu germà Łukasz i hi va traslladar la seva residència. El 1650 hi va obrir la primera escola moderna a Polònia, utilitzant la metodologia pedagògica de Jan Amós Comenius. De religió catòlica, va ser crític amb el fanatisme de la Companyia de Jesús i partidari de la tolerància religiosa. Va ser un mecenes d'escriptors i científics, i un acurat bibliòfil.
Com a escriptor és autor d'una obra popular, de caràcter satíric, inspirada en les Sàtires de Juvenal. En aquestes sàtires va denunciar l'opressió dels camperols i la corrupció política. També va escriure sobre la bruixeria, així com peces teatrals que no s'han conservat.

## Matrimoni i fills
El 28 de maig de 1634 es va casar a Turun amb Teresa Constança Czarnkowska (1615-1660), filla d'Adam Sedziwoj Czarnkowski (1565-1627) i de Caterina Leszczynska (1584-1639). El matrimoni va tenir vuit fills:
- Pere Adam (1636-1682), casat amb Anna Sienuicka primer, i després amb Victòria Trzebuchobska.
- Anna (1636-1637)
- Elionor (1638-1641)
- Maria (1640-1641)
- Joan Carol (1642-1695), casat amb Sofia Anna Czarnkowska (1660-1701).
- Maria Anna (1643-1644)
- Sofia Cristina (1643-1699), casada amb Adam Konarzewski, amb Estanislau Opalinski i finalment amb Waclaw Leszczynski
- Lluïsa Maria (1648-1676), casada amb Adam Antoni Oplalinski.